# Lijst van steden in Gabon

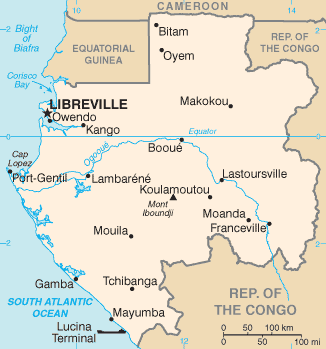
Een kaart van Gabon.

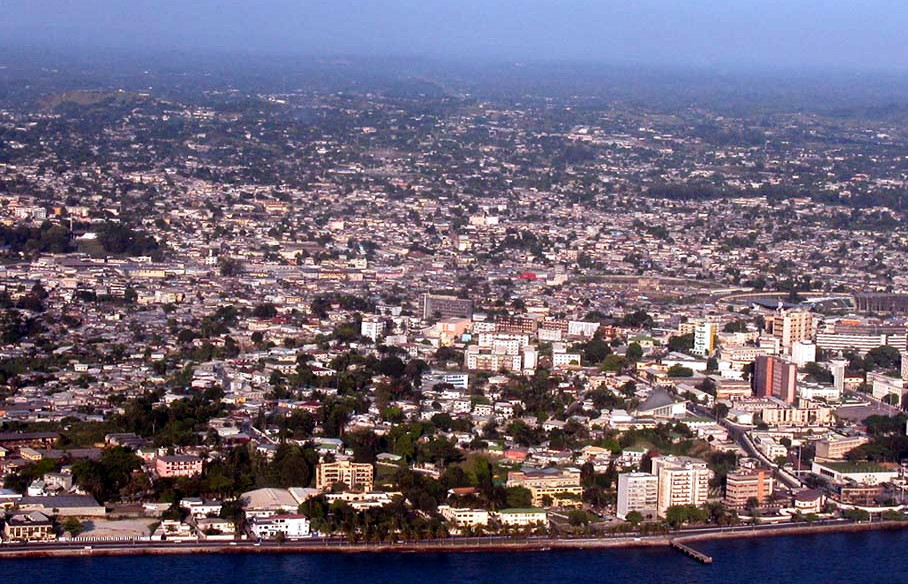
Libreville, de hoofdstad van Gabon.

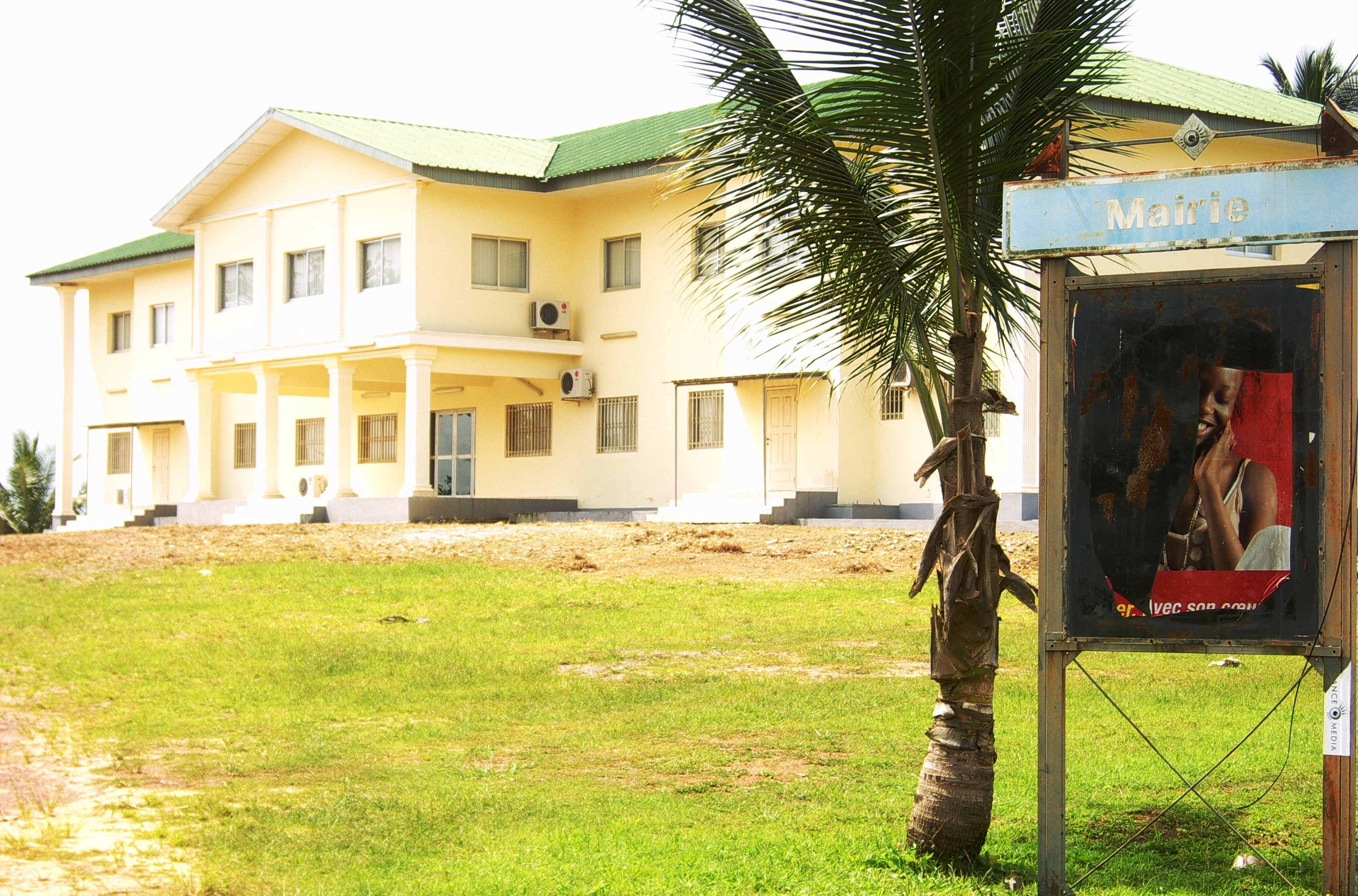
Het gemeentehuis van Cocobeach.

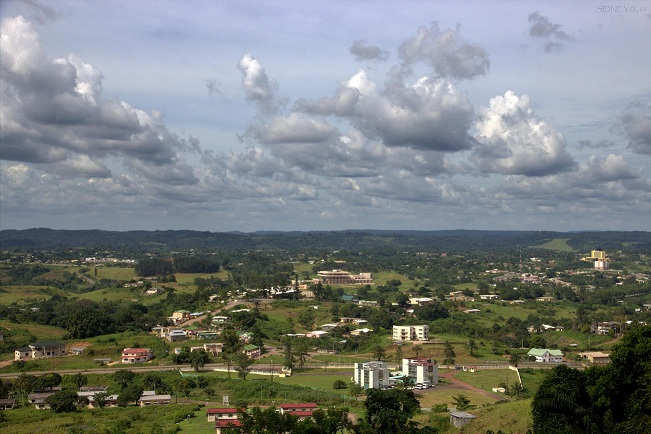
Uitzicht over Franceville (Masuku).

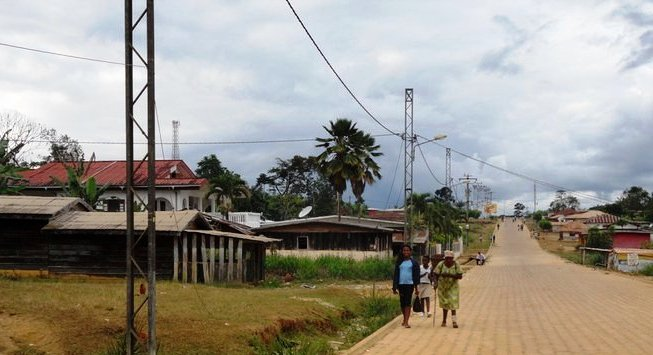
Een straat in Médouneu.

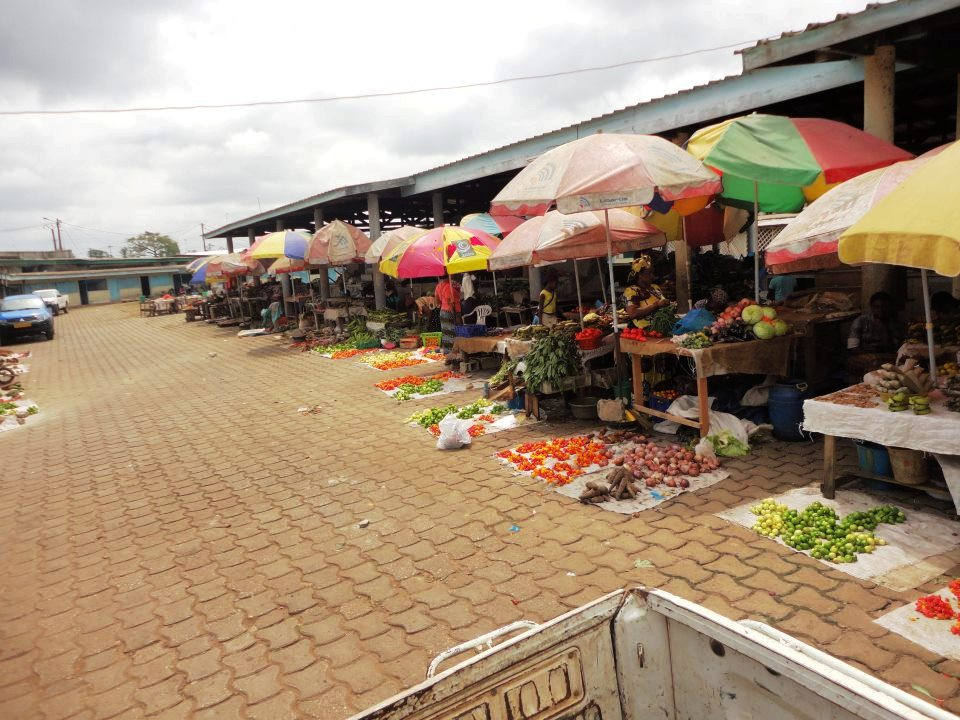
De lokale markt in Ntoum.

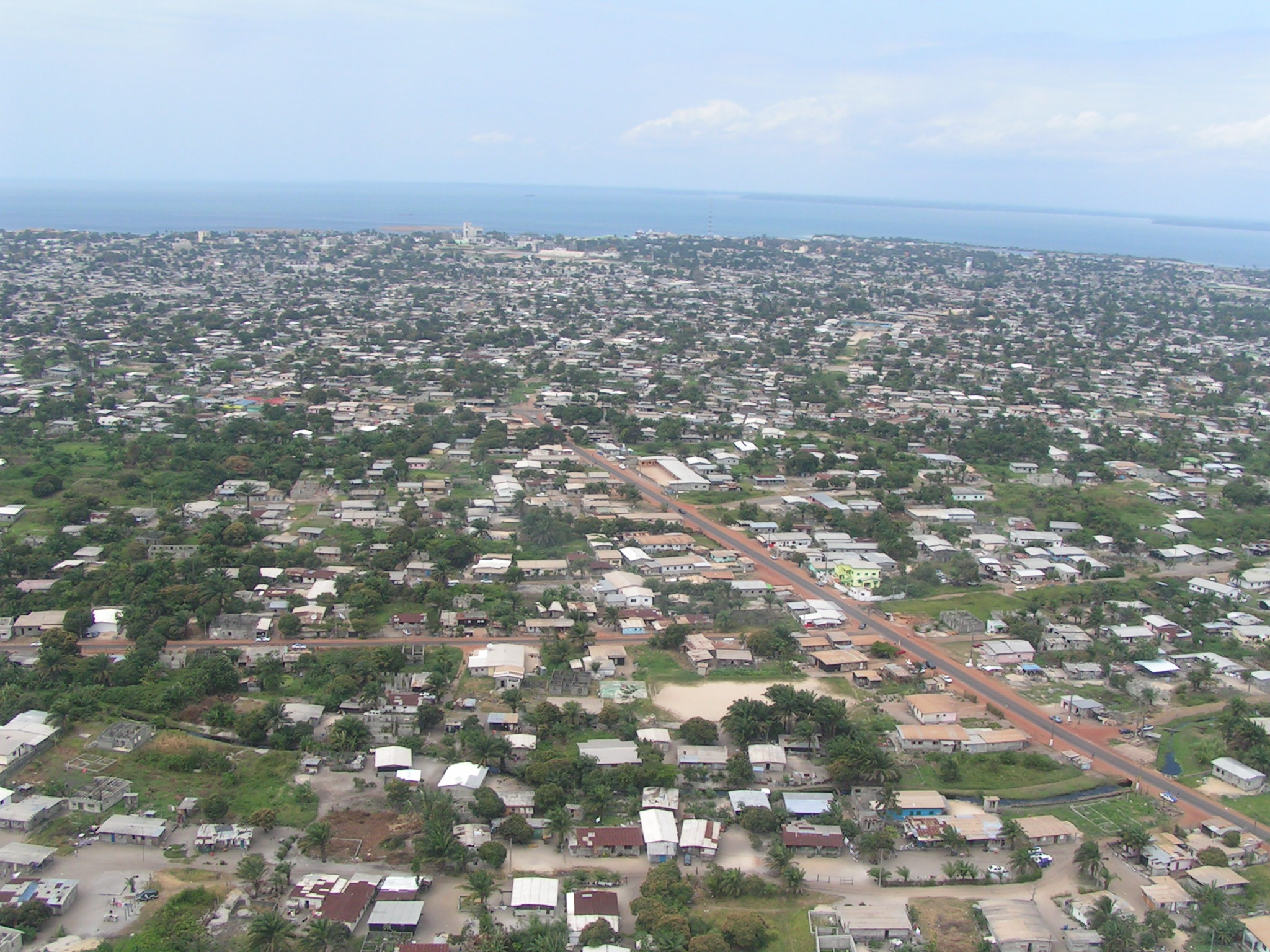
Port-Gentil gezien vanuit een helikopter.

Dit artikel geeft een lijst van steden en dorpen in Gabon.

## Lijst

### De tien grootste steden
| Steden in Gabon |                      |             |                 |                 |
| Nummer          | Stad                 | Populatie   | Populatie       | Provincie       |
| Nummer          | Stad                 | Census 1993 | 2006 (berekend) | Provincie       |
| 1.              | Libreville           | 419.596     | 591.356         | Estuaire        |
| 2.              | Port-Gentil          | 79.225      | 111.655         | Ogooué-Maritime |
| 3.              | Masuku (Franceville) | 31.183      | 43.948          | Haut-Ogooué     |
| 4.              | Oyem                 | 22.404      | 31.575          | Woleu-Ntem      |
| 5.              | Mouanda              | 21.882      | 30.839          | Haut-Ogooué     |
| 6.              | Mouila               | 16.307      | 22.982          | Ngounié         |
| 7.              | Lambaréné            | 15.033      | 21.187          | Moyen-Ogooué    |
| 8.              | Tchibanga            | 14.054      | 19.807          | Nyanga          |
| 9.              | Koulamoutou          | 11.773      | 16.592          | Ogooué-Lolo     |
| 10.             | Makokou              | 9.849       | 13.881          | Ogooué-Ivindo   |

### Alfabetische lijst
- Akok
- Bakoumba
- Batouala
- Belinga
- Bifoun
- Bitam
- Bongoville
- Booué
- Cocobeach
- Ekata
- Eteke
- Fougamou
- Franceville (Masuku)
- Gamba
- Kango
- Koulamoutou
- Lalara
- Lambaréné
- Lastoursville
- Leconi
- Libreville (hoofdstad)
- Makokou
- Mayumba
- Mbigou
- Médouneu
- Mékambo
- Mimongo
- Minvoul
- Mitzic
- Mouanda
- Momo
- Mouila
- Mounana
- Ndendé
- Ndjolé
- Nkan
- Nkolabona
- Ntoum
- Okandja
- Omboué (Fernan Vaz)
- Owendo
- Oyem
- Petit Loango
- Point Denis
- Port-Gentil
- Santa Clara
- Sette Cama
- Sainte-Marie
- Tchibanga
- Tsogni
- Zoula